# メンフィス・スリム
メンフィス・スリム（Memphis Slim、1915年9月3日 - 1988年2月24日）は、アメリカ合衆国のブルース・ピアニスト、歌手、ソングライターである。彼は、ジャンプ・ブルースを押し出したいくつかのバンドを率いたことで知られている。彼の「Every Day I Have The Blues」はブルースのスタンダード曲となり、多くのアーティストによってレコーディングされた。彼は、500曲以上のレコーディングを残している。
彼は没後の1989年にブルースの殿堂入りをしている。

## 来歴

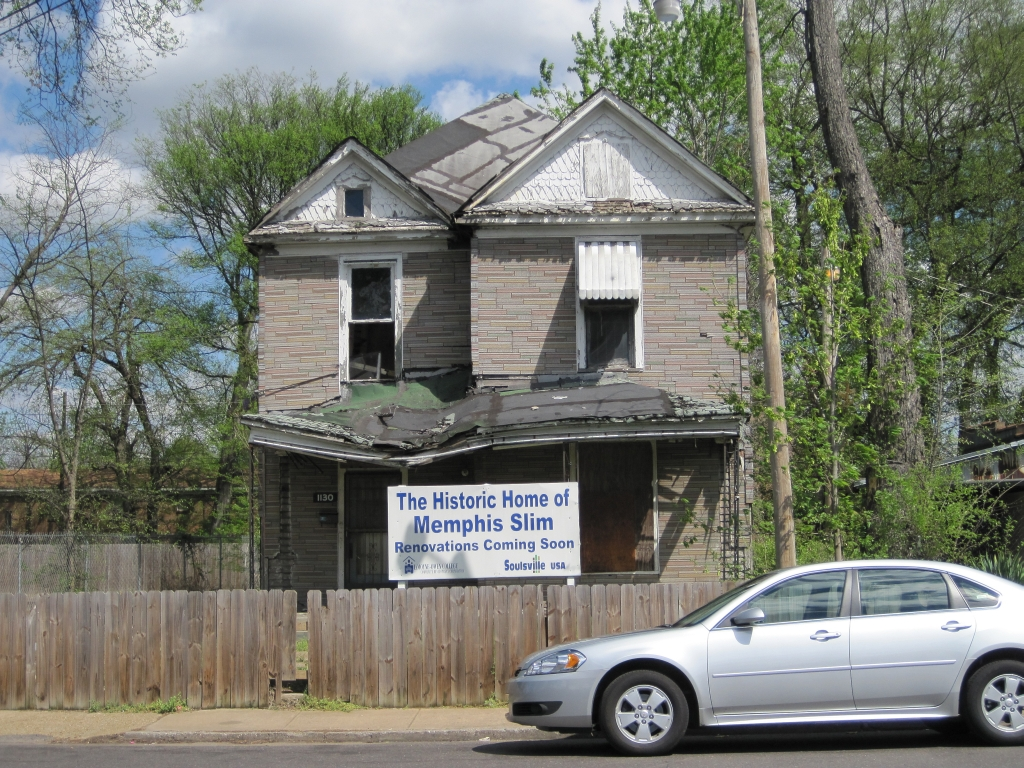
メンフィスにあるメンフィス・スリムの家

メンフィス・スリムは、1915年9月3日、テネシー州メンフィスに生まれた。本名は、ジョン・レン・チャットマン。彼の父親ピーター・チャットマンも歌手、ピアニスト、ギタリストであり、ジュークジョイントの経営者でもあった。
1940年、メンフィス・スリムの芸名でレコード・デビューしたが、彼は自身の楽曲のソングライター・クレジットとしては父親の名前Peter Chatmanを使うようになった。これは父親を称える意味があったものと言われる。
彼は1930年代の殆どをアーカンソー州ウェストメンフィス、そしてミズーリ州南東部の安酒場、ダンスホール、賭博場などで演奏をして過ごした。1939年、シカゴに移住し、間もなくギタリストで歌手のビッグ・ビル・ブルーンジーと組んでクラブでプレイするようになった。1940年、1941年に彼はブルーバード・レコードに2曲をレコーディングし、これらの曲は後まで彼のレパートリーとなった。そのうちの1曲は「Beer Drinking Woman」であり、もう1曲は「Grinder Man Blues」であった。メンフィス・スリムの名義でのレコードであったが、この芸名の名付け親はブルーバードのプロデューサーのレスター・メルローズであった。スリムはブルーバードのレギュラーのセッション・ミュージシャンとなり、サニー・ボーイ・ウィリアムソンI世、ウォッシュボード・サム、ジャズ・ジラムらのレコードで彼はピアノを弾いた。1940年代半ば頃までのスリムのレコーディングの多くはブルーンジーを伴っていた。ブルーンジーは、彼のサポート役だったピアニスト、ジョシュア・アルトハイマーが1940年に死去し、後任としてスリムと組んだのだった。
第二次世界大戦後、スリムはサクソフォーン、ベース、ドラムス、ピアノという編成のバンドを組み、人気を博していたジャンプ・ブルースのサウンドを押し出すようになった。メジャー・レーベルによるブルースのリリースが減少する中、彼び仕事は新たに設立された独立系のレーベルへと移っていった。1945年には、、彼はシカゴの零細レーベル、ハイトーン（Hy-Tone）・レコードでトリオとレコーディングを行なった。アルト・サクソフォーン、テナー・サクソフォーン、ピアノ、ウッドベースという編成のバンド（最初のセッションではウィリー・ディクスンがウッドベースを担当した）で彼は1946年秋、ミラクル・レーベルと契約した。最初のセッションでレコーディングされた曲の一つは威勢のいいブギ・ナンバー「Rockin' The House」で、この曲からバンドはハウス・ロッカーズと名付けられた。スリムとハウス・ロッカーズは1949年まで、主にミラクル・レーベルにレコーディングを続け、小規模ながらも商業的な成功も収めた。彼らがレコーディングした曲の中には「Messing Around」（1948年にR&Bチャートの1位を記録）、「Harlem Bound」があった。1947年、民俗学者のアラン・ローマックスは、ニューヨークのタウンホールでのスリム、ブルーンジー、ウィリアムソンI世のコンサートのプロデュースを終えた翌日、彼ら3人をデッカ・レコードのスタジオに連れて行き、スリムをボーカルとピアノに据えてレコーディングを行なった。ローマックスはこのレコーディングの一部を1950年代初頭にドキュメンタリー『The Art Of The Negro』としてBBCラジオに提供し、後日拡張した内容を『Blues In The Mississippi Night』のタイトルでLPリリースした。1949年、スリムは自身のコンボにドラマーを加えてクインテットとしている。彼らは殆ど時間をツアーに費やし、これを通じてシンシナティのキング・レコード、ヒューストンのピーコック・レコードでスポットでのレコーディングをする機会に恵まれた。
スリムの1947年のミラクルへのレコーディングの一つで1949年にリリースになった「Nobody Loves Me」は、後に「Every Day I Have The Blues」として有名になった。この曲は1950年にローウェル・フルソンによってカバーされ、続いてB.B.キング、エルモア・ジェームス、T-ボーン・ウォーカー、レイ・チャールズ、エリック・クラプトン、ナタリー・コール、エラ・フィッツジェラルド、ジミ・ヘンドリクス、マヘリア・ジャクソン、サラ・ヴォーン、カルロス・サンタナ、ジョン・メイヤー、ルー・ロウルズ、その他大勢のアーティストによって取り上げられた。ジャズ・シンガーのジョー・ウィリアムズは1952年にチェッカー・レコードにこの曲をレコーディングしている。彼による1956年のリメイク（『Count Basie Swings, Joe Williams Sings』収録）は、1992年にグラミーの殿堂入りをしている。
1950年代初頭にミラクル・レーベルは財政上の困難に直面し閉鎖となったが、同レーベルのオーナーたちは再び協力してプレミアム・レーベルを設立。スリムは1951年の夏にこの新設されたレーベルが経営危機を迎えるまで同レーベルに所属した。1951年2月のプレミアムのセッションでは、ハウス・ロッカーズに2つの点で変化が見られた。従来サックスはアルトとテナーが1本ずつであったものが、テナー2本に変更、そして試験的にギタリストのアイク・パーキンズを加入させている。プレミアムでの最後のセッションでもテナー2本という形式は維持しているものの、ギターは除外している。プレミアム在籍時に、スリムは「Mother Earth」の最初のバージョンをレコーディングした。
スリムはキングでは1回のセッションを行なったに過ぎなかったが、
同レーベルは彼のハイトーン音源を買収。ミラクルについてもレーベル閉鎖後の1950年にマスターを取得している。スリムはチェスと契約したことはなかったものの、同レーベルのレナード・チェスはプレミアムが閉鎖された際に、同レーベル音源の多くを取得しており、その中にはスリムの音源も含まれていた。
マーキュリー・レコードに1年間在籍した後、スリムはシカゴのユナイテッド・レコードと契約した。スリムは同社のA&R担当のルー・シンプキンズとはミラクル、プレミアム時代に面識があった。スリムはちょうどマット"ギター"マーフィーを彼のグループにギタリストとして迎え入れたところで、よいタイミングであった。スリムは1954年末までユナイテッドに在籍したが、同社はブルースのレコーディング数を制限し出したため離れざるを得ない状況となった。
1954年以降、スリムは暫くレコード契約がない状況に置かれたが、1958年にヴィージェイ・レコードと契約。1959年にマーフィーをフィーチャーしたバンドとともに、アルバム『Memphis Slim At The Gate Of The Horn』をリリースした。同作では「Mother Earth」、「Gotta Find My Baby」、「Rockin' The Blues」、「Steppin' Out」、「Slim's Blues」といった彼の知られた楽曲が再演されている。1959年12月、ウィリー・ディクスンのデビュー・アルバム『Willie's Blues』がリリースとなった。スリムはピアニストとして、ディクスンとほぼ対等なクレジットを得ている。スリムは全トラックでプレイし、ディクスンの自作ではない曲のうち2曲を書いている。
スリムは1960年、ウィリー・ディクスンとのヨーロッパ・ツアーで初めての海外公演を行なっている。彼は1962年にアメリカン・フォーク・ブルース・フェスティバルで再びヨーロッパを訪れた。このフェスティバルには彼はフィーチャー・アーティストの一人としてブッキングされたが、その他多くの著名な米国のアーティストが1960年代から70年代にかけて出演した。スリムはディクスンと組み『Memphis Slim And Willie Dixon At The Village Gate With Pete Seeger』（1962年）などいくつかのアルバムをフォークウェイズ・レーベルからリリースしている。
1962年、スリムはパリに移住。その魅力的な個性、卓越した演奏と歌、ストーリーテリングで、その後30年近くに渡り、ヨーロッパの最も傑出したブルース・アーティストの一人として活躍を続けた。彼はヨーロッパ各国で数多くのテレビ出演をし、いくつかのフランス映画に出演、1970年の映画『À nous deux France』のスコアも担当した。彼はパリを始め、ヨーロッパ各地で通常公演を行ない、米国にも遠征して公演をした。後年には、彼はジャズ・ドラマーのジョージ・コリアーと組んで活動している。彼らは共にヨーロッパをツアーして親交を深めた。1987年8月にコリアーが死去すると、スリムが公の場に姿を現す機会は減ったものの、1987年にはマット"ギター"マーフィーとの再会ギグをオースティンのアントンズで行なっている。
死去の2年前に、スリムはフランス文化省の芸術文化勲章のコマンドゥールを授与された。一方、アメリカ合衆国上院は、彼に親善特使の称号を授与している。

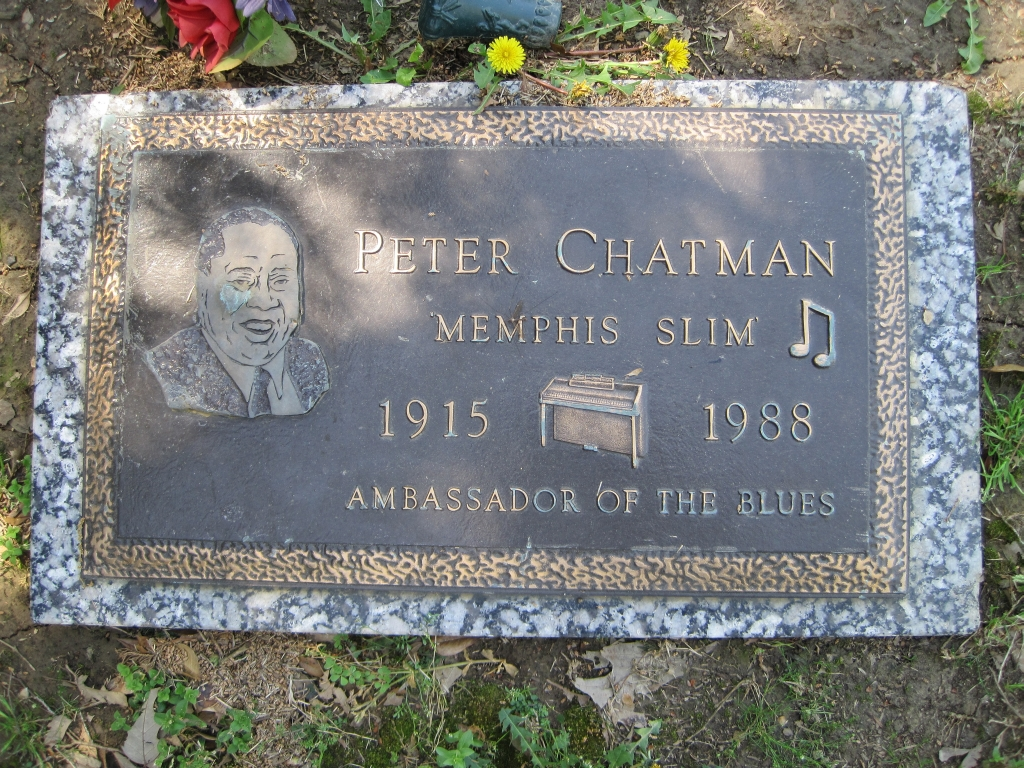
メンフィス・スリムの墓

スリムは、1988年2月24日、腎不全のため死去した。72歳であった。彼はテネシー州メンフィスのガリリー・メモリアル・ガーデンズに埋葬された。
彼は、没後の1989年にブルースの殿堂入りを果たしている。また、メンフィス音楽の殿堂には2015年に迎え入れられた。

### チャート入りしたシングル
| 年     | タイトル A面 / B面                        | レーベル    | チャート 最高位 米国 R&B |
| ------ | ----------------------------------------- | ----------- | ------------------------ |
| 1948年 | 「Messin' Around」/「Midnight Jump」      | Miracle 125 | 1                        |
| 1949年 | 「Frisco Bay」/「Timsy's Whimsy」         | Miracle 132 | 11                       |
| 1949年 | 「Blue and Lonesome」/                    | Miracle 136 | 2                        |
| 1949年 | 「Help Me Some」                          | Miracle 136 | 9                        |
| 1949年 | 「Angel Child」/「Nobody Loves Me」       | Miracle 145 | 6                        |
| 1951年 | 「Mother Earth」/「Really Got the Blues」 | Premium 867 | 7                        |
| 1953年 | 「The Come Back」/「Five O'Clock Blues」  | United 156  | 3                        |

### アルバム
| 年     | タイトル                                                                                       | レーベル                       |
| ------ | ---------------------------------------------------------------------------------------------- | ------------------------------ |
| 1959年 | 『Memphis Slim At The Gate Of Horn』                                                           | Vee-Jay                        |
| 1959年 | 『Memphis Slim And The Real Boogie-Woogie』                                                    | Folkways                       |
| 1960年 | 『Memphis Slim And The Honky-Tonk Sound』                                                      | Folkways                       |
| 1960年 | 『Travelling With The Blues』                                                                  | Storyville                     |
| 1960年 | 『Blue This Evening』                                                                          | Black Lion                     |
| 1960年 | 『Pete Seeger At The Village Gate With Memphis Slim And Willie Dixon, Vol. 1』                 | Folkways                       |
| 1960年 | 『Songs Of Memphis Slim And "Wee Willie" Dixon』                                               | Folkways                       |
| 1961年 | 『Tribute To Big Bill Broonzy』                                                                | Candid                         |
| 1961年 | 『Steady Rollin' Blues: The Blues of Memphis Slim』                                            | Bluesville/OBC                 |
| 1961年 | 『Memphis Slim U.S.A.』                                                                        | Candid                         |
| 1961年 | 『Broken Soul Blues』                                                                          | United Artists                 |
| 1961年 | 『Chicago Blues: Boogie Woogie And Blues Played And Sung By Memphis Slim』                     | Folkways                       |
| 1961年 | 『Blues By Jazz Gillum Singing And Playing His Harmonica With Arbee Stidham And Memphis Slim』 | Folkways                       |
| 1961年 | 『Just Blues』                                                                                 | Bluesville/OBC                 |
| 1961年 | 『No Strain』                                                                                  | Bluesville/OBC                 |
| 1962年 | 『Memphis Slim And Willie Dixon At The Village Gate With Pete Seeger』                         | Folkways                       |
| 1962年 | 『Pete Seeger At The Village Gate With Memphis Slim and Willie Dixon, Vol. 2』                 | Folkways                       |
| 1962年 | 『All Kinds of Blues』                                                                         | Bluesville/OBC                 |
| 1963年 | 『Alone with My Friends』                                                                      | Battle                         |
| 1963年 | 『Jazz In Paris: Aux Trois Mailletz』                                                          | Polygram                       |
| 1964年 | 『Sonny Boy Williamson And Memphis Slim In Paris』                                             | Disques Vogue [フランス盤]     |
| 1964年 | 『Clap Your Hands』                                                                            | Maison De Blues                |
| 1965年 | 『Fattenin' Frogs For Snakes』                                                                 | Melodisc                       |
| 1967年 | 『Legend Of The Blues Vol. 1』                                                                 | Jubilee                        |
| 1967年 | 『Bluesingly Yours』                                                                           | Maison De Blues                |
| 1968年 | 『Lord Have Mercy on Me』                                                                      | Maison De Blues                |
| 1969年 | 『Mother Earth』                                                                               | Buddah                         |
| 1970年 | 『The Blue Memphis Suite』                                                                     | Maison de Blues                |
| 1970年 | 『Messin' Around With The Blues』                                                              | King                           |
| 1971年 | 『Boogie Woogie』                                                                              | Maison de Blues                |
| 1971年 | 『Born With The Blues』                                                                        | Jewel                          |
| 1971年 | 『Blue Memphis』                                                                               | Warner Bros.                   |
| 1972年 | 『South Side Reunion』（バディ・ガイ&ジュニア・ウェルズとの共演）                              | Warner Bros.                   |
| 1972年 | 『Old Times, New Times』（ルーズヴェルト・サイクス、バディ・ガイ、ジュニア・ウェルズとの共演） | Barclay                        |
| 1973年 | 『The Legacy Of The Blues Vol. 7』                                                             | Sonet                          |
| 1973年 | 『Memphis Slim』                                                                               | Storyville                     |
| 1973年 | 『Soul Blues』                                                                                 | Acrobat                        |
| 1973年 | 『Raining the Blues』                                                                          | Fantasy                        |
| 1973年 | 『Favorite Blues Singers』                                                                     | Folkways                       |
| 1973年 | 『Very Much Alive And In Montreux』                                                            | Universal International        |
| 1974年 | 『Memphis Heat』（キャンド・ヒートとの共演）                                                   | Blue Star                      |
| 1975年 | 『Going Back To Tennessee』                                                                    | Maison de Blues                |
| 1975年 | 『The Bluesman』                                                                               | Maison De Blues                |
| 1981年 | 『Rockin' The Blues』                                                                          | Charly                         |
| 1981年 | 『I'll Just Keep On Singin' The Blues』                                                        | Muse                           |
| 1981年 | 『Boogie For Two Pianos, Vol. 1』（ジャン=ポール・アモルーとの共演）                           | Elyon                          |
| 1982年 | 『Can A White Man Play And Sing the Blues?』                                                   | Milan                          |
| 1982年 | 『Fip Fil And Fim』                                                                            | Milan                          |
| 1990年 | 『Steppin' Out: Live At Ronnie Scotts』                                                        | Castle Music UK                |
| 1990年 | 『Together Again One More Time』（マット"ギター"マーフィーとの共演）                           | Antone's/Texas Music Group     |
| 1990年 | 『Parisian Blues』                                                                             | Polygram                       |
| 1990年 | 『The Real Folk Blues』                                                                        | Chess/MCA                      |
| 1992年 | 『Blues Masters, Vol 9: Memphis Slim』                                                         | Storyville                     |
| 1992年 | 『Pinetop's Boogie Woogie』                                                                    | Antone's                       |
| 1993年 | 『London Sessions 1960』                                                                       | Sequel UK                      |
| 1994年 | 『The Blues Collection, Vol. 13: Beer Drinkin' Woman』                                         | Orbis                          |
| 1994年 | 『Lonesome』                                                                                   | Legacy International           |
| 1994年 | 『Live At The Hot Club』                                                                       | BMG International              |
| 1995年 | 『Boogie After Midnight』                                                                      | Chicago Music                  |
| 1995年 | 『Jazz & Blues Collection』                                                                    | Edition Atlas                  |
| 1996年 | 『The Complete Recordings, Vol. 1: 1940–1941』                                                 | EPM Musique                    |
| 1996年 | 『Come Back & Other Classics』                                                                 | Masters Intercontinental       |
| 1996年 | 『The Bluebird Recordings, 1940–1941』                                                         | RCA                            |
| 1997年 | 『Dialogue In Boogie』（フィリップ・ルジュンヌとの共演）                                       | Happy Bird                     |
| 1998年 | 『Lonely Nights』                                                                              | Catfish                        |
| 1998年 | 『Very Best Of Memphis Slim: The Blues Is Everywhere』                                         | Collectables                   |
| 1999年 | 『Life Is Like That』                                                                          | Charly UK                      |
| 1999年 | 『Memphis Slim At The Gate Of The Horn』                                                       | Vee Jay/Charly                 |
| 2000年 | 『The Folkways Years, 1959–1973』                                                              | Smithsonian Folkways           |
| 2000年 | 『Blues At Midnight』                                                                          | Catfish                        |
| 2000年 | 『Live At Antone's, Vol. 1』                                                                   | Antone's                       |
| 2001年 | 『The Complete Recordings, Vol. 2: 1946–1948』                                                 | EPM Musique                    |
| 2001年 | 『Essential Masters』                                                                          | Cleopatra                      |
| 2001年 | 『Blue And Lonesome』                                                                          | Arpeggio Blues                 |
| 2001年 | 『Ambassador Of The Blues』                                                                    | Indigo UK                      |
| 2002年 | 『The Complete Recordings, Vol. 3: 1948–1950』                                                 | EPM Musique                    |
| 2002年 | 『I Am The Blues』                                                                             | Prestige Elite                 |
| 2002年 | 『Kansas City』                                                                                | Classic World                  |
| 2002年 | 『Boogie For My Friends』                                                                      | Black & Blue [フランス盤]      |
| 2002年 | 『The Come Back』                                                                              | United/Delmark                 |
| 2002年 | 『Blues Legends: Memphis Slim』                                                                | Lead                           |
| 2003年 | 『Three Women Blues』                                                                          | Time Wind [ドイツ盤]           |
| 2003年 | 『The Complete Recordings, Vol 4: 1951–1952』                                                  | EPM Musique                    |
| 2004年 | 『Worried Life Blues』                                                                         | Quadromania Klassik [ドイツ盤] |
| 2004年 | 『Grinder Man Blues』                                                                          | Snapper UK                     |
| 2004年 | 『The Best Of Memphis Slim』                                                                   | Liquid 8                       |
| 2005年 | 『Paris Mississippi Blues』                                                                    | Sunny Side                     |
| 2005年 | 『Double-Barreled Boogie』（ルーズヴェルト・サイクスとの共演）                                 | Sunny Side                     |
| 2006年 | 『Forty Years Of More』                                                                        | Passport Audio                 |
| 2006年 | 『Memphis Suite』                                                                              | Sunny Side                     |
| 2006年 | 『Rockin' This House: Chicago Blues Piano 1946–1953』                                          | JSP                            |
| 2006年 | 『The Sonet Blues Story』                                                                      | Verve                          |
| 2006年 | 『An Introduction To Memphis Slim』                                                            | Fuel 2000                      |
| 2007年 | 『The Ultimate Jazz Archive 14 (1940–41)』                                                     | Carinco AG                     |
| 2007年 | 『Sings The Blues』                                                                            | Wnts                           |
| 2007年 | 『Chicago Blues Masters, Vol. 1』（マディ・ウォーターズとの共演）                              | Capitol                        |
| 2007年 | 『Cold Blooded Woman』                                                                         | Collectables                   |
| 2008年 | 『Greatest Moments』                                                                           | Stardust                       |
| 2008年 | 『Four Walls』                                                                                 | Jukebox Entertainment          |
| 2008年 | 『Born To Boogie』                                                                             | Unlimited Media                |